# ISO/IEC 27701
ISO / IEC 27701: 2019 (anteriormente conocido como ISO / IEC 27552 durante el período de redacción) es una extensión de privacidad a ISO / IEC 27001 . El objetivo del diseño es mejorar el Sistema de Gestión de Seguridad de la Información (SGSI) existente con requisitos adicionales para establecer, implementar, mantener y mejorar continuamente un Sistema de Gestión de Información de Privacidad (PIMS). El estándar describe un marco para los Controladores de Información de Identificación Personal (PII) y los Procesadores de PII para administrar los controles de privacidad para reducir el riesgo a los derechos de privacidad de las personas.
ISO / IEC 27701 está destinado a ser una extensión certificable de las certificaciones ISO / IEC 27001. En otras palabras, las organizaciones que planean buscar una certificación ISO / IEC 27701 también necesitarán tener una certificación ISO / IEC 27001

## Aplicación pretendida del Estándar
La aplicación prevista de ISO / IEC 27701 es aumentar el SGSI existente con controles específicos de privacidad y, por lo tanto, crear PIMS para permitir una gestión de privacidad efectiva dentro de una organización.